# Krzysztof Szczepaniak
Krzysztof Szczepaniak (ur. 22 lutego 1989 we Wrocławiu) – polski aktor telewizyjny, teatralny i dubbingowy.

## Życiorys
Urodził się 22 lutego 1989 we Wrocławiu. Ukończył klasę teatralną w Liceum Ogólnokształcącym nr XVII im. Agnieszki Osieckiej we Wrocławiu. W 2014 został absolwentem Wydziału Aktorskiego Akademii Teatralnej w Warszawie. W tym samym roku, rolą Klitandra w spektaklu Mizantrop, zadebiutował w warszawskim Teatrze Dramatycznym, z którym związał się na stałe. Gościnnie występował także na deskach teatrów: IMKA, Powszechny, Ateneum, Syrena oraz 6. piętro.
Występował w zespole Robodrom. Zajmuje się również dubbingiem oraz współpracuje ze Studiem Accantus.
Wiosną 2018 zajął czwarte miejsce w finale dziewiątej edycji programu telewizji Polsat Twoja twarz brzmi znajomo, a wiosną 2024 uczestniczył w 14. edycji programu Dancing with the Stars. Taniec z gwiazdami w Polsacie.

## Filmografia
- 2006: Fala zbrodni – chłopak pobity na klatce schodowej
- 2014: Kamienie na szaniec – Sławomir Bittner „Maciek”
- 2015: Miranda – znajomy Franka
- 2016: Bodo – Walery (odc. 1)
- 2017: Wojenne dziewczyny – alfons Borek (odc. 6, 8)
- 2017: Ojciec Mateusz – Mirek (odc. 219)
- 2017: M jak miłość – wróż Janusz (odc. 1285)
- 2017: Lekarze na start – „Puszek”, technik analityki medycznej
- 2018: Komisarz Alex – Marek Grodecki (odc. 138)
- 2018: La La Poland – Różne role (odc. 1-18)
- 2018: 1983 – oficer SB (odc. 6)
- 2019: Barwy szczęścia – komentator meczu (odc. 1999)
- 2021: Aferzyści. Złe Psy – Wojtek „Alimenciarz”
- 2021: Bo we mnie jest seks – Wacek Turski
- 2021: Ojciec Mateusz – lekarz Piotr Kurek (odc. 334)
- 2022: Koniec świata, czyli kogel-mogel 4 – Marcel
- 2023: Komisarz Alex – Marcin Sawan (odc. 234)
- 2023: Przysięga Ireny – Moise
- 2024: Baby boom, czyli kogel-mogel 5 – Marcel

Źródło: Filmpolski.pl.

## Role teatralne
Podane daty dotyczą premier spektakli.
- 2012: MP4 – obsada (Teatr Powszechny w Warszawie)[12]
- 2013: Piosennik – LoveLeśny (Teatr Ateneum w Warszawie, przedstawienie dyplomowe studentów IV roku Akademii Teatralnej)[13]
- 2013: Harce młodzieży polskiej – obsada (Teatr Imka, przedstawienie dyplomowe studentów IV roku Akademii Teatralnej)[14]
- 2014: Bromba w sieci – obsada (Teatr 6. piętro)[15]
- 2014: Mizantrop – Klitander (Teatr Dramatyczny w Warszawie)
- 2014: Mistrz i Małgorzata - Asasello, Piłat, Rimski  (Teatr Dramatyczny w Warszawie)
- 2015: Dziwny przypadek psa nocną porą – Christopher (Teatr Dramatyczny w Warszawie)
- 2016: Wizyta Starszej Pani – Kierownik pociągu, Dziennikarz I (Teatr Dramatyczny w Warszawie)
- 2016: Miarka za miarkę – Lucjo (Teatr Dramatyczny w Warszawie)
- 2016: Cabaret – Mistrz Ceremonii (Teatr Dramatyczny w Warszawie)
- 2017: Kinky boots – Lola//Simon (Teatr Dramatyczny w Warszawie)
- 2017: Sługa dwóch panów – Arlekino (Teatr Dramatyczny w Warszawie)
- 2019: Hamlet – Hamlet (Teatr Dramatyczny w Warszawie)

Źródło: Teatr Dramatyczny.

## Nagrody i nominacje
- Grand Prix na Festiwalu Piosenki Aktorskiej „Singing Mask” w Sankt Petersburgu (2012)[17]
- Nagroda Specjalna Muzeum Piosenki Polskiej w Opolu w XVIII Konkursie Pamiętajmy o Osieckiej za wykonanie piosenek Pani mnie inspiruje i Orszaki, dworaki (2015)[1]
- Nagroda Krajowej Rady Radiofonii i Telewizji za debiut aktorski w Teatrze Polskiego Radia (2016)[1]
- Nagrody (Tukan Dziennikarzy i Tukan Publiczności) na 32. Przeglądzie Piosenki Aktorskiej we Wrocławiu (2011)[17]
- Nominacja do Nagrody im. C.K.Norwida za rolę Mistrza Ceremonii w spektaklu „Cabaret” w Teatrze Dramatycznym w Warszawie (2017)[1]
- Nominacja do Nagrody im. C.K Norwida w kategorii: Reżyseria i kreacje aktorskie za rolę tytułową w spektaklu „Hamlet” w Teatrze Dramatycznym m. st. Warszawy[1]

## Polski dubbing
Źródło.

### Filmy
- 1994: Sailor Moon S – Czarodziejka z Księżyca: Film kinowy – Kakeru Ōzora
- 1996: Jakubek i brzoskwinia olbrzymka
- 2009: Trzej muszkieterowie
- 2012: Scooby Doo: Wielka draka wilkołaka – Wulfric Von Rydingsvard
- 2013: Alfa i Omega: Święta w wilczym stylu –
  - Wilk #2,
  - Wilk #5
- 2013: Jeździec znikąd
- 2013: Pokémon: Genesect i objawiona legenda – Eric
- 2013: Uniwersytet potworny – Bystry Ślimak
- 2014: Kapitan Ameryka: Zimowy żołnierz
- 2014: Kaczorek Szczęściarz
- 2014: Niesamowity Spider-Man 2
- 2014: Strażnicy Galaktyki
- 2014: Wakacje Mikołajka – Asystent
- 2014: Zaplikowani – Adam Thompson
- 2015: Avengers: Czas Ultrona
- 2015: Gwiezdne wojny: Przebudzenie Mocy
- 2015: Kopciuszek
- 2015: Kraina jutra
- 2015: Pod włos – Kyle
- 2015: Pokémon the Movie XY: Ring no Chōmajin Hoopa
- 2015: Teen Beach 2
- 2015: W głowie się nie mieści – mechanik Fritz
- 2016: Batman v Superman: Świt sprawiedliwości – Lex Luthor
- 2016: Księga dżungli
- 2016: Legion samobójców – Barry Allen / Flash
- 2016: Ozzy – Ozzy
- 2016: Sekretne życie zwierzaków domowych – Norman
- 2016: Zwierzogród – Dan Łasica
- 2017: Gang Wiewióra 2
- 2017: Liga Sprawiedliwości – Lex Luthor (scena po napisach #2)
- 2017: Pierwsza gwiazdka – Dave
- 2017: Smerfy: Poszukiwacze zaginionej wioski – Ważniak
- 2017: Strażnicy Galaktyki vol. 2
- 2017: Thor: Ragnarok
- 2023 "Spider Man: Poprzez multiwersum" - Spot

### Seriale
- 2009: Archer
- 2010: Oktonauci –
  - wielki kalmar (odc. 27),
  - ryba (odc. 28),
  - konik morski Sam (odc. 31),
  - tata rozgwiazdy Migotki (odc. 32),
  - węgorz (odc. 37),
  - żebropław (odc. 38),
  - rekin foremkowy #3 (odc. 39),
  - legwan morski #3 (odc. 41)
- 2010–2013: Victoria znaczy zwycięstwo – Burf
- 2011: Ninjago: Mistrzowie spinjitzu – Jacob
- 2011: Tajemnice domu Anubisa – Eddie Miller
- 2012: Klinika dla pluszaków – Tadzio (odc. 66a)
- 2012: Szczury laboratoryjne – S-3/Sebastian Krane
- 2013: Liv i Maddie –
  - Artie,
  - Preclowy Król (odc. 22)
- 2013: Młodzi Tytani: Akcja! –
  - ptak #1 (odc. 21a),
  - boomerang Robina (odc. 23a, 26b, 77b)
  - głos babci Cyborga (odc. 25b)
- 2013: Mako Mermaids: Syreny z Mako – tata Bena
- 2014: Star Wars: Rebelianci – Tseebo (odc. 8-9)
- 2014: Blaze i mega maszyny – Stripes
- 2014: Yo-kai Watch –
  - Whisper,
  - głos zegarka Yo-kai Watch (odc. 2bc, 3c, 4bc, 5b, 6bc, 7b, 10bc, 11c, 15bc, 16a, 17bc, 18b, 19b, 21ab)
- 2015: Star Butterfly kontra siły zła – Marco
- 2015: Superciapy – Raluch
- 2016: Prawo Milo Murphy’ego – Milo Murphy
- 2016: My Little Pony: Przyjaźń to magia – Kucyk od sakiewki (odc. 120)
- 2022: Mecha Builders – Zee

## Słuchowiska
- Jak obalić człowieka (na podstawie dramatu Igora Frendera), obsada: Krzysztof Szczepaniak, Adam Bauman[19]